# Lemuropisum edule
Genre
Espèce
Lemuropisum edule est une espèce de plantes à fleurs dicotylédones de la famille des Fabaceae, sous-famille des Caesalpinioideae, originaire de Madagascar. C'est l'unique espèce acceptée du genre Lemuropisum (genre monotypique).